# Leia punctata
Leia punctata är en tvåvingeart som beskrevs av Luigi Bellardi 1862. Leia punctata ingår i släktet Leia och familjen svampmyggor. Inga underarter finns listade i Catalogue of Life.